# Mikrovalovi
Mikrovalovi su elektromagnetski valovi valne duljine od 1 do 300 mm. Prirodno ih emitiraju svi topli predmeti, a njihova frekvencija ovisi o temperaturi izvora. Mogu se proizvesti s pomoću oscilatora ili magnetrona. Upotrebljavaju se u meteorologiji, telekomunikacijama (na primjer GPS, GSM, Bluetooth, WLAN) te u industriji, medicini, kućanstvu (na primjer mikrovalna pećnica). Istraživanjima kozmičkog zračenja u području mikrovalova bavi se radio astronomija (kozmičko mikrovalno pozadinsko zračenje).
Mikrovalovi su zajednički naziv za decimetarsko, centimetarsko i milimetarsko područje radio valova. Tradicionalno to obuhvaća područje frekvencija iznad 300 MHz, međutim danas se često kao donja granica mikrovalova uzima i frekvencija od 1 GHz. Mikrovalovi se koriste i u radarskoj tehnici. Područja oko frekvencija 800 MHz, 2,45 GHz i 13 GHz su slobodna za različite primjene u industriji, znanosti i medicini (ISM band). Antene se na mikrovalne uređaje obično spajaju pomoću valovoda, jer gubitak snage s porastom frekvencije u koaksijalnom kabelu postaje prevelik.

## Elektromagnetski spektar
Elektromagnetski spektar prikaz je jakosti elektromagnetskoga zračenja kao funkcije njegove frekvencije, odnosno valne duljine. Obuhvaća sve vrste elektromagnetskih valova, od niskofrekventnih radiovalova (valne duljine od nekoliko kilometara) preko mikrovalova (30 cm do 1 mm) i područja optičkih spektara (infracrvenoga zračenja, vidljive svjetlosti, ultraljubičastoga zračenja; od 1 mm do 1 nm) do visokofrekvencijskoga rendgenskog zračenja (valne duljine do približno 1 pm) i gama-zračenja. Promjene u energijskim razinama elektrona odražavaju se uglavnom na ultraljubičastim i vidljivim spektrima, a od vibracijske i rotacijske energije molekula potječu infracrveni spektri.
| Elektromagnetski spektar | Elektromagnetski spektar | Elektromagnetski spektar | Elektromagnetski spektar | Elektromagnetski spektar |
| Naziv                    | Valna duljina            | Frekvencija (Hz)         | Energija fotona (eV)     |                          |
| ------------------------ | ------------------------ | ------------------------ | ------------------------ | ------------------------ |
| Gama-čestica             | < 0,02 nm                | > 15∙1018 Hz             | > 62,1 keV               |                          |
| Rendgenske zrake         | 0,01 nm – 10 nm          | 30∙1018 Hz – 30∙1015 Hz  | 124 keV – 124 eV         |                          |
| Ultraljubičasto zračenje | 10 nm – 400 nm           | 30 PHz – 750 THz         | 124 eV – 3 eV            |                          |
| Vidljiva svjetlost       | 390 nm – 750 nm          | 770 THz – 400 THz        | 3,2 eV – 1,7 eV          |                          |
| Infracrveno zračenje     | 750 nm – 1 mm            | 400 THz – 300 GHz        | 1,7 eV – 1,24 meV        |                          |
| Mikrovalovi              | 1 mm – 1 m               | 300 GHz – 300 MHz        | 1,24 meV – 1,24 µeV      |                          |
| Radio valovi             | 1 m – 100 km             | 300 MHz – 3 kHz          | 1,24 µeV – 1,24∙10-11 eV |                          |